# Robert Baer
Pour les articles homonymes, voir Baer.
Robert Booker Baer, dit Bob Baer, est un ancien agent de la CIA, né le 1er juillet 1952. Aujourd'hui consultant international, il a effectué sa carrière en tant qu'agent des opérations clandestines. Au sein des services secrets américains, il a lutté contre la bureaucratie, qu'il jugeait trop peureuse et à la source même des attentats du 11 septembre 2001, conséquence de nombreuses négligences de la part de ses supérieurs selon lui. Il a démissionné de la CIA en 1997.

## Biographie
Robert Baer est né à Aspen. Il grandit dans le Colorado, pratiquant la compétition en ski et espérant devenir plus tard un professionnel. Après un passage à l'Académie militaire de l'Indiana, des études à l'université de Georgetown et à l'université de Berkeley, en Californie, il décide d'entrer à la CIA en 1976. Après une année de formation, notamment paramilitaire, il rejoint l'Agence en tant qu'officier de renseignement, à la division des opérations clandestines.
Pendant une vingtaine d'années, Robert Baer a l'occasion de combattre l'islamisme sur tous les fronts, mais également les hésitations de la Maison-Blanche. Il démissionne de l'Agence après avoir tenté en vain d'obtenir le soutien de l'Administration Clinton pour le renversement de Saddam Hussein, en 1995. Il commence alors la rédaction d'un premier livre, La Chute de la CIA - Les mémoires d'un guerrier de l'ombre sur les fronts de l'islamisme (2002), dans lequel il raconte sa carrière de façon chronologique. L'ouvrage reflète l'état du Moyen-Orient à l'époque des guerres fratricides, des années 1970 jusqu'à nos jours. Il y parle de ses activités au sein de la centrale, tout en démontrant de quelle manière la CIA est passée d'une agence de terrain à une agence de bureau.
Dans son troisième livre ...Et la maison s'envolera, Robert Baer aborde de façon romanesque, une approche plausible des mois qui ont précédé les attentats du 11 septembre 2001.
Arabisant et francophone, il est aujourd'hui consultant international et partage son temps entre Washington, Paris et la Bourgogne, région dans laquelle il possède une maison. Il est aussi éditorialiste sur le site TIME.com, chargé des affaires de renseignement.

## Œuvres

### Ouvrages originaux en anglais
- See No Evil : The True Story of a Ground Soldier in the CIA's War on Terrorism, Crown Publishing Group, 2002, 288 p. (ISBN 978-0-609-60987-3)
- Sleeping With the Devil : How Washington Sold Our Soul for Saudi Crude, Crown Publishing Group, 2003, 256 p. (ISBN 978-1-4000-5021-5)
- Blow the House Down : A Novel, Crown Publishing Group, 2006, 304 p. (ISBN 978-1-4000-9835-4)
- The Devil We Know : Dealing with the New Iranian Superpower, Crown Publishing Group, 2008, 288 p. (ISBN 978-0-307-40864-8)
- The Company We Keep : A Husband-and-Wife True-Life Spy Story, Thorndike Press, 2011, 430 p. (ISBN 978-1-4104-3600-9)
- The Perfect Kill : 21 Laws for Assassins, New York, Penguin Group, 2014, 310 p. (ISBN 978-0-399-16857-4)

### Ouvrages traduits en français
- La Chute de la CIA : Les mémoires d'un guerrier de l'ombre sur les fronts de l'islamisme [« See No Evil: The True Story of a Ground Soldier in the CIA's War on Terrorism »], JC Lattès, 2002, 392 p. (ISBN 978-2-7096-2360-5) ; édition poche Folio documents, 2003,  (ISBN 978-2070428540)
- Or noir et Maison blanche : Comment l’Amérique a vendu son âme pour le pétrole saoudien [« Sleeping with the Devil: How Washington Sold Our Soul for Saudi Crude »], JC Lattès, 2003, 330 p. (ISBN 978-2-7096-2537-1) ; édition poche Folio documents, 2004,  (ISBN 978-2070315192)
- ... Et la maison s'envolera [« Blow the House Down »]  (trad. de l'anglais), Paris, JC Lattès, 2007, 331 p. (ISBN 978-2-7096-2838-9)
- Iran l'irrésistible ascension [« The Devil We Know: Dealing with the New Iranian Superpower »]  (trad. de l'anglais), Paris, JC Lattès, 2008, 382 p. (ISBN 978-2-7096-3077-1) ; édition poche Folio documents, 2009,  (ISBN 978-2070398898)
- avec Dayna Baer, Mémoires d'un couple d'agents de la CIA [« The Company We Keep: A Husband-and-Wife True-Life Spy Story »]  (trad. de l'anglais), Paris, JC Lattès, 2011, 332 p. (ISBN 978-2-7096-3700-8)

## Documentaires
On peut voir Robert Baer dans un documentaire en trois volets :
- CIA, Guerres secrètes - 1947-1977, Opérations clandestines (2003) de William Karel.
- CIA, Guerres secrètes - 1977-1989, La fin des illusions (2003) de William Karel.
- CIA, Guerres secrètes - 1989-2003, D'une guerre à l'autre (2003) de William Karel.

Toujours en tant qu'ancien agent de la CIA, il est intervenu dans :
- Le Monde selon Bush (2004) de William Karel.

Robert Baer fait la présentation dans la série de documentaires The Cult of the Suicide Bomber, sur le culte des attentats-suicides (3 épisodes, plus un épisode intitulé Car Bomb). 

## Fictions
- Syriana, de Stephen Gaghan, avec George Clooney et Matt Damon, sorti en France le 22 février 2006, Prix Edgar-Allan-Poe du meilleur scénario.

Ce film est basé sur les mémoires de Robert Baer; le rôle principal, tenu par George Clooney, y est largement inspiré de son personnage et lui-même y fait une petite apparition en tant qu'agent de la sécurité de la CIA.
- Red, de Robert Schwentke, avec Bruce Willis, Morgan Freeman, John Malkovich et Helen Mirren, sorti en France le 17 novembre 2010.

Robert Baer est consultant du réalisateur lors du tournage du film. Dans le bonus de la version disponible en France sous forme de DVD, il commente toutes les scènes en comparant les nécessaires libertés cinématographiques avec la réalité telle qu'il l'a vécue.